# Incendio de Guáimaro
El Incendio de Guáimaro fue un hecho desarrollado el 10 de mayo de 1869, en el poblado de Guáimaro, Camagüey, Cuba. Se produjo bajo la orden del gobierno de la República en Armas, donde fungía su dirección, desde el 12 de abril del propio año. 

## Antecedentes
Guáimaro estaba bajo la soberanía mambisa desde el 4 de noviembre de 1868, momento en que Augusto Arango, veterano del alzamiento de Joaquín de Agüero, en 1851, asaltó y tomó la guarnición del Cuartel e hizo prisioneros al oficial español que lo comandaba y sus 30 soldados. De esta forma se convertía Guáimaro en la prima ciudad libre de todo el Camagüey. 

## Incendio de la ciudad
El jefe del Ejército Mambí, general Manuel de Quesada, al conocer la inminente entrada en el pueblo de Guáimaro de tropas españolas dirigidas por el general español Conde de Valmaseda, con superioridad en efectivos militares, rememoró la acción gloriosa de los bayameses unos meses antes y ordenó al gobernador civil o Comandante de Armas de Guáimaro, José Manuel de la Torre a... 
“Inmediatamente y bajo su estricta responsabilidad pondrá usted fuego al pueblo que se halla bajo su gobierno, de manera que no quede piedra sobre piedra. El coronel Manuel de Jesús Valdés (Chicho Valdés Urra), ayudará a usted en la completa destrucción de ese poblado”. 
El Ejecutivo de la Cámara y de la Corte Marcial se trasladaron a la Hacienda de Santa Lucía, propiedad de los hermanos Dionisio y Manuel González.
Otras ciudades cubanas, como Bayamo (1869) y Las Tunas (1876), también fueron quemadas por los independentistas antes que pudieran caer en manos enemigas.